# Sepedon pleuritica
Sepedon pleuritica är en tvåvingeart som beskrevs av Friedrich Hermann Loew 1862. Sepedon pleuritica ingår i släktet Sepedon och familjen kärrflugor. Inga underarter finns listade i Catalogue of Life.